# Waldemar Grzimek

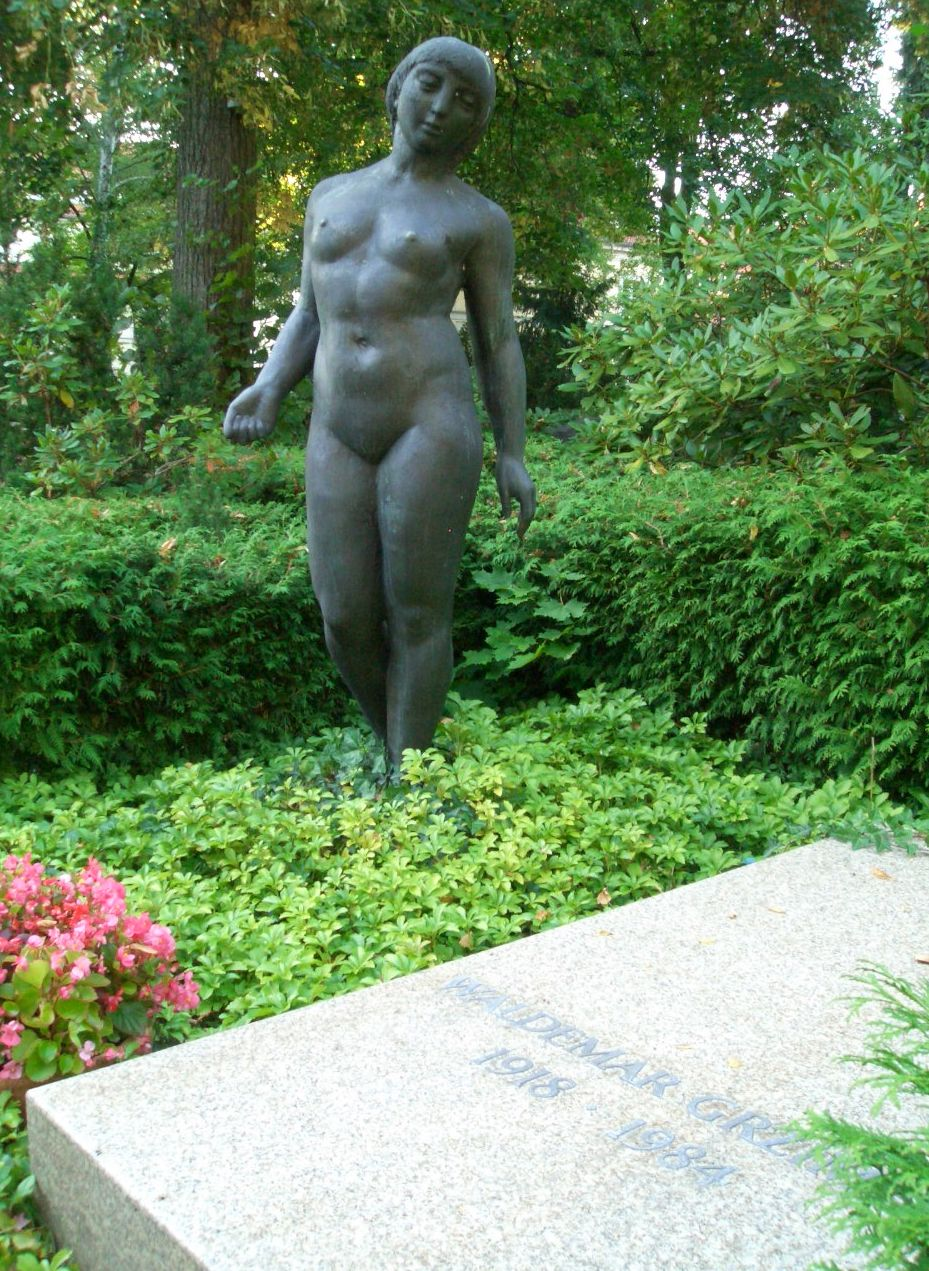
Grzimeks Graf met een levensgroot naakt

Waldemar Grzimek (Rastenburg, 5 december 1918 – West-Berlijn, 26 mei 1984) was een Duitse beeldhouwer.

## Familie Grzimek
Grzimek stamde uit een Silezische familie en was de zoon van de jurist Günther Grzimek en Emmy Jansen uit Bonn. Zijn oudere broer was de bekende landschapsarchitect Günther Grzimek.
Uit de twee huwelijken van Grzimek stammen de dochters Sabina Grzimek en Jana Grzimek, die beiden zoals hun vader beeldhouwer werden.

## Leven en werk
Grzimek werd geboren in Rastenburg (Oost-Pruisen), het huidige Kętrzyn in Polen. De familie Grzimek verhuisde in 1925 naar Berlijn, daar de vader, die afgevaardigde was in het parlement (de Preußische Landtag), een nieuwe advocatenpraktijk in Berlijn opende.
In 1937 werkte Grzimek als steenhouwer bij Philipp Holzmann AG, tot hij zijn studie beeldhouwen aanving op de Hochschule für Bildende Künste Berlin bij Wilhelm Gerstl. Deze studie, gedurende welke hij de beeldhouwers Gerhard Marcks, Gustav Seitz en Fritz Cremer leerde kennen, duurde tot 1941. Aansluitend vervulde hij zijn dienstplicht bij de Kriegsmarine, maar ontving nog tijdens zijn diensttijd in 1942 de Prix de Rome, waardoor hij een studieverblijf kon doorbrengen in Villa Massimo (Deutsche Akademie Rom Villa Massimo) in Rome. Na de Tweede Wereldoorlog werd Grzimek in 1946 docent aan de Burg Giebichenstein Hochschule für Kunst und Design in Halle (Saale). Van 1956 tot 1961 was hij hoogleraar aan de Hochschule für Bildende Künste in Berlijn-Charlottenburg en de Kunsthochschule Berlijn-Weißensee. Tot zijn professoraat aan de Technische Universität Darmstadt in 1968 werkte Waldemar Grzimek als vrijscheppend kunstenaar in Berlijn en Friedrichshafen. In 1964 werd Grzimek uitgenodigd voor deelname aan documenta III in Kassel.
Waldemar Grzimek stierf op 26 mei 1984 in Berlijn en ligt begraven op het kerkhof Friedhof Dahlem.

## Werk (selectie)
Grzimek liet een groot oeuvre na van beeldhouwwerken, tekeningen en grafiek, maar ook werk als auteur.

Enkele belangrijke werken zijn:
- 1953 Heinrich-Heine-Denkmal (1e versie) Heinrich-Heine-Platz in Berlijn
- 1956 Heinemonument in Ludwigsfelde
- 1954/1956 Heinrich-Heine-Denkmal (2e versie) Weinbergspark in Berlijn
- Reiter auf strauchelndem Pferd in Biberach an der Riß
- 1958 Buchenwaldglocke in de klokkentoren van het Concentratiekamp Buchenwald (waarmee hij zijn opvatting ten aanzien van het Nationaalsocialisme verbeeldde)
- 1959 Schwimmerin, Neckarbrücke in Heilbronn
- 1960 herinneringsmonument voor het concentratiekamp Sachsenhausen
- 1964 Träumende in het beeldenpark van de Neue Nationalgalerie/Kulturforum Skulpturen
- 1967 Der Sinnende in het Stadtpark in Leonberg
- 1973 Torso II, Bockenheimer Anlage in Frankfurt am Main
- 1973 Weiblicher Torso, Forum am Schlosspark in Ludwigsburg
- 1973 Höllenhund in metrostation (U-Bahnhof) Rathaus Steglitz, Berlijn
- 1976 Bronzen deur voor het klooster Unser Lieben Frauen in Maagdenburg
- 1981/1985 fontein Brunnen der Generationen Wittenbergplatz in Berlijn

## Fotogalerij

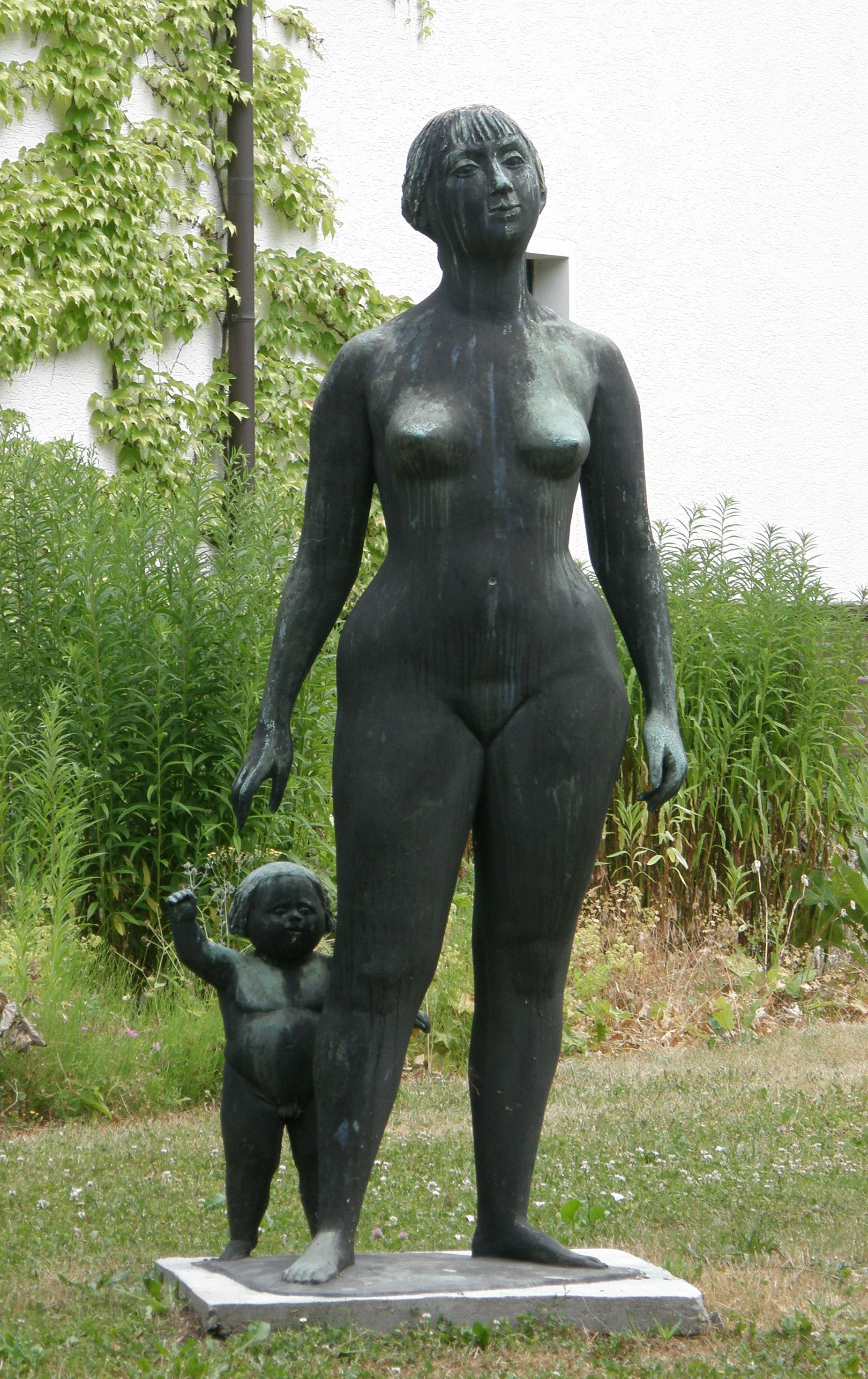
Geschwister, Berlin-Buch
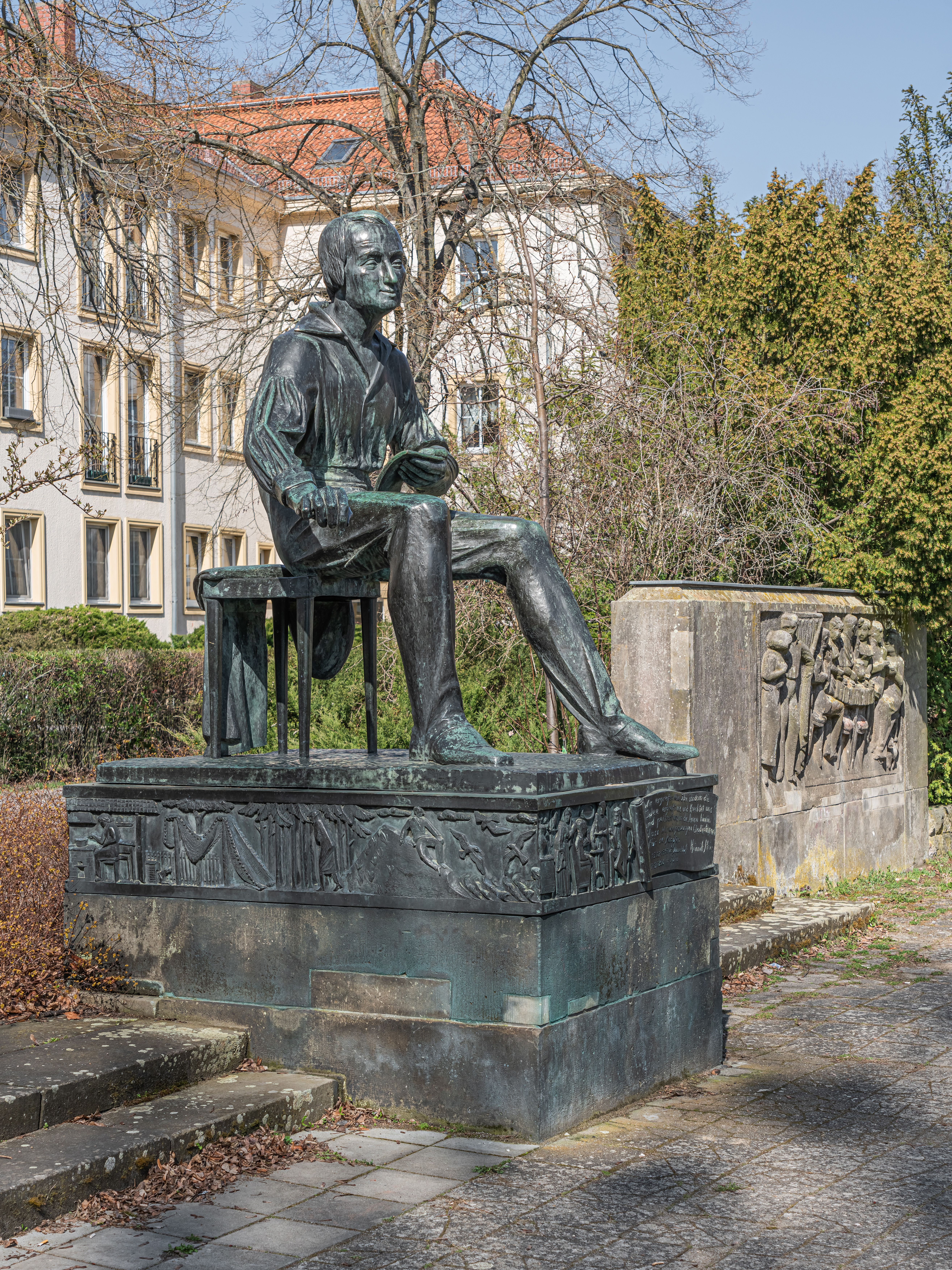
Heinrich-Heine-Denkmal (1956), Ludwigsfelde
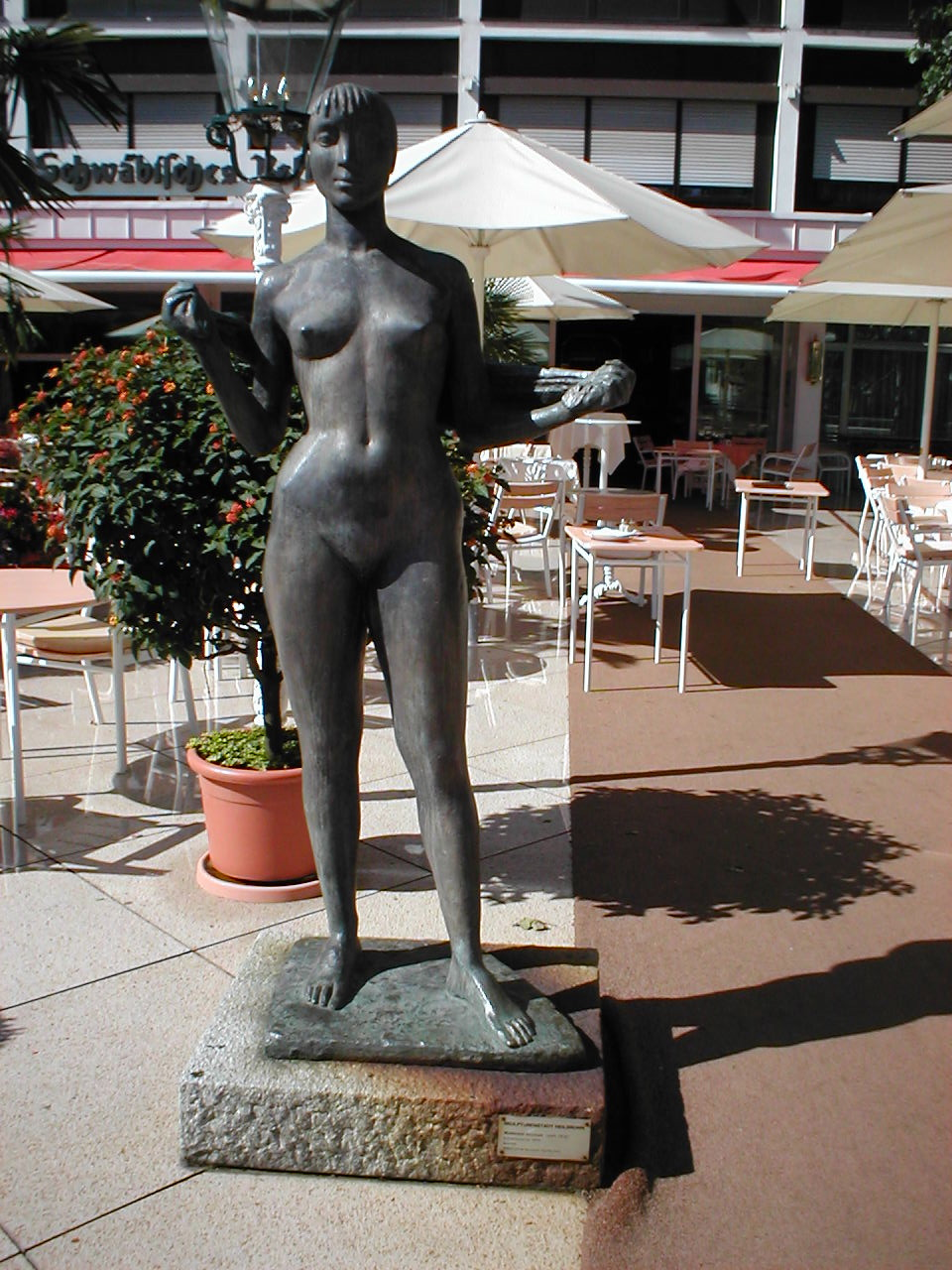
Schwimmerin (1959), Heilbronn
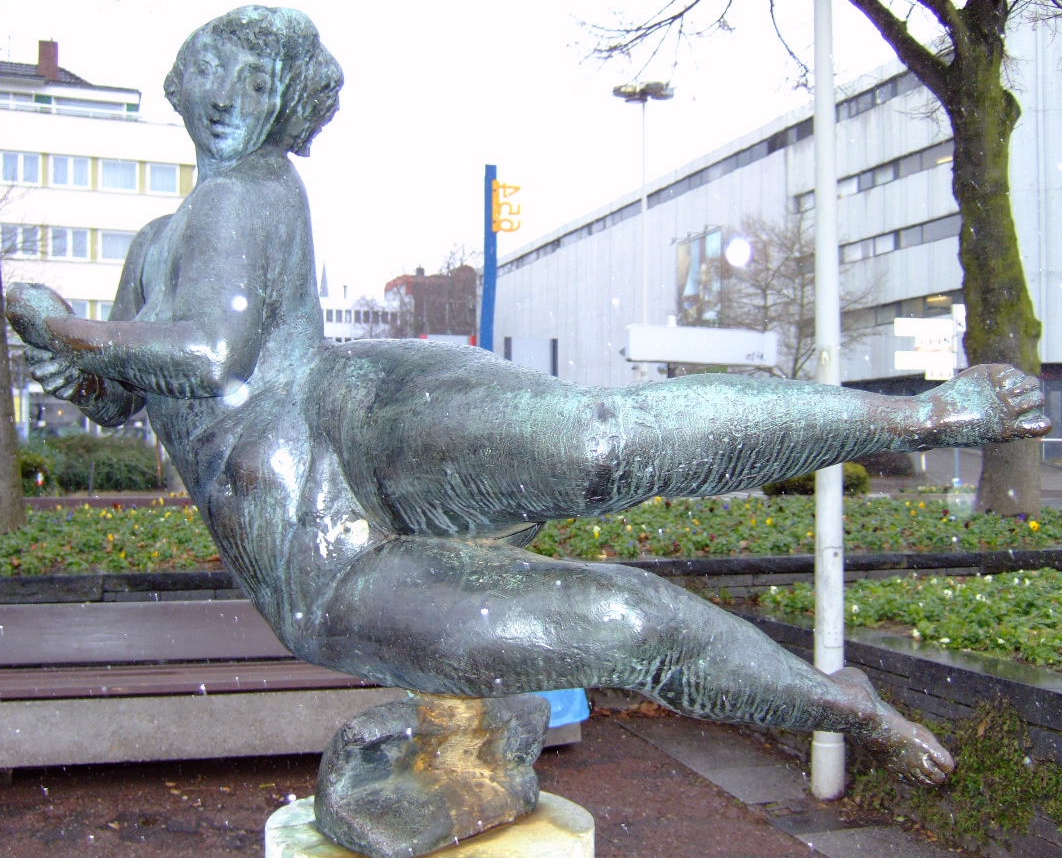
Die Welle (1967), Bonn
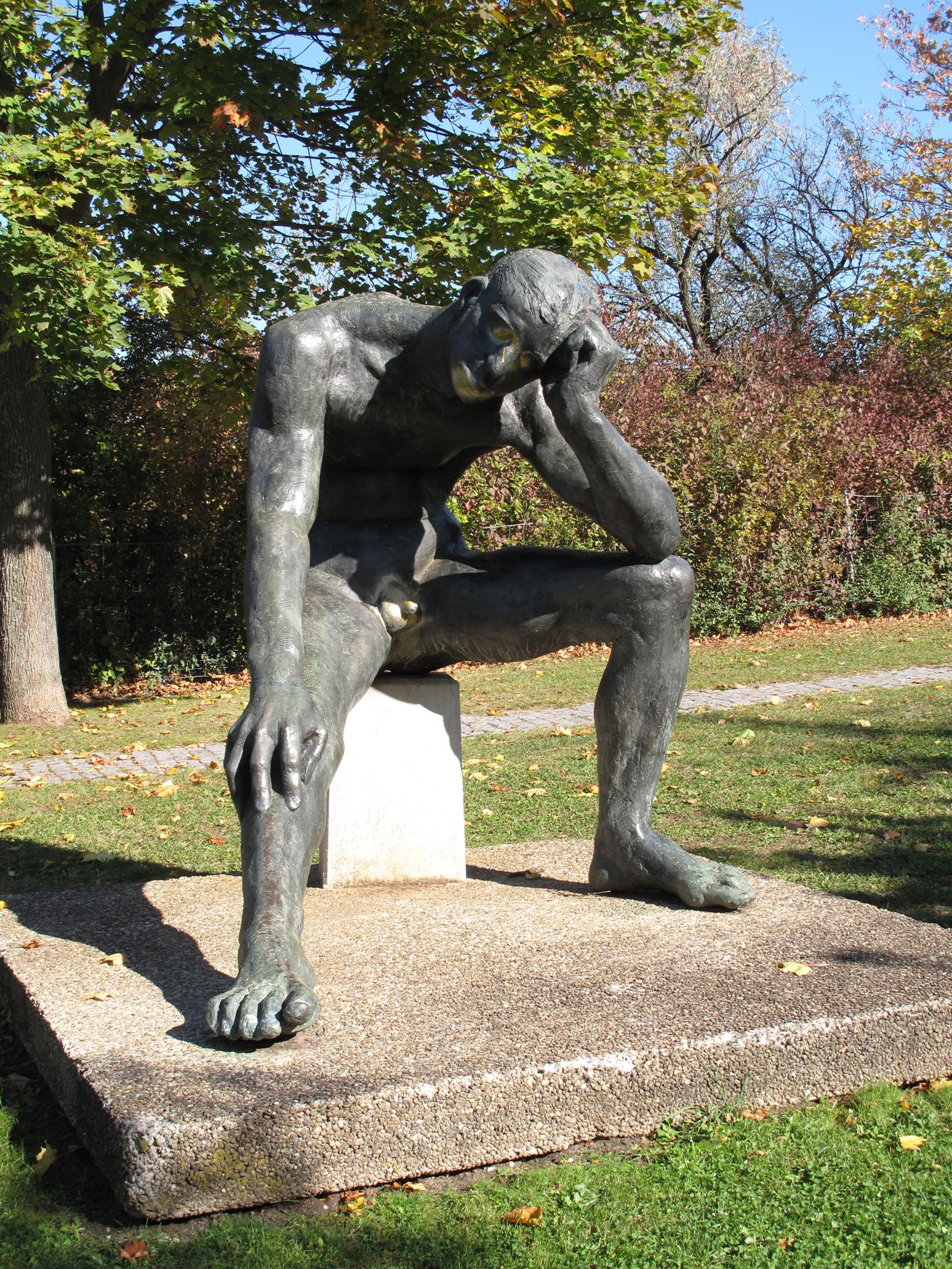
Der Sinnende (1967), Leonberg
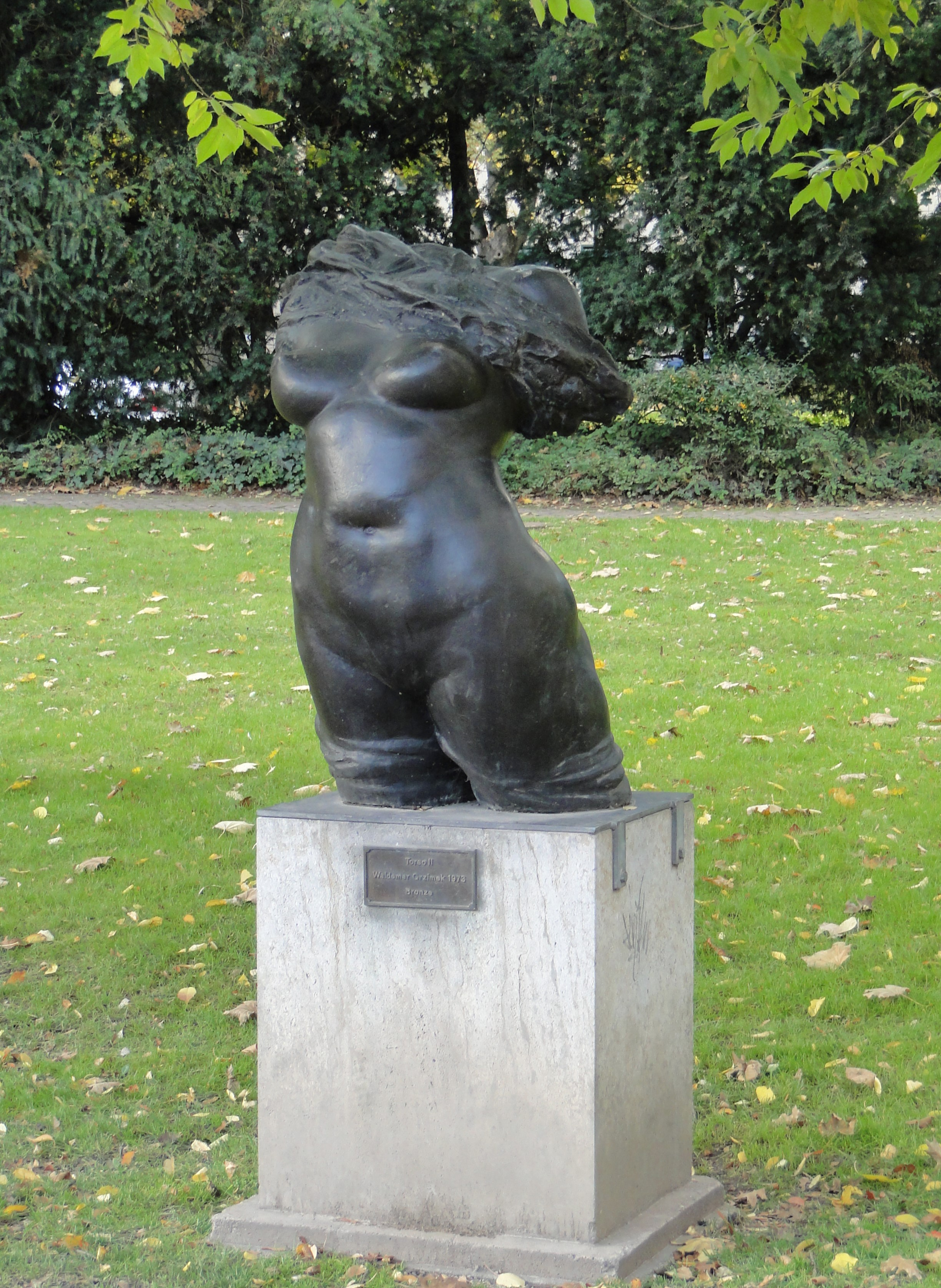
Torso II (1973), Frankfurt am Main
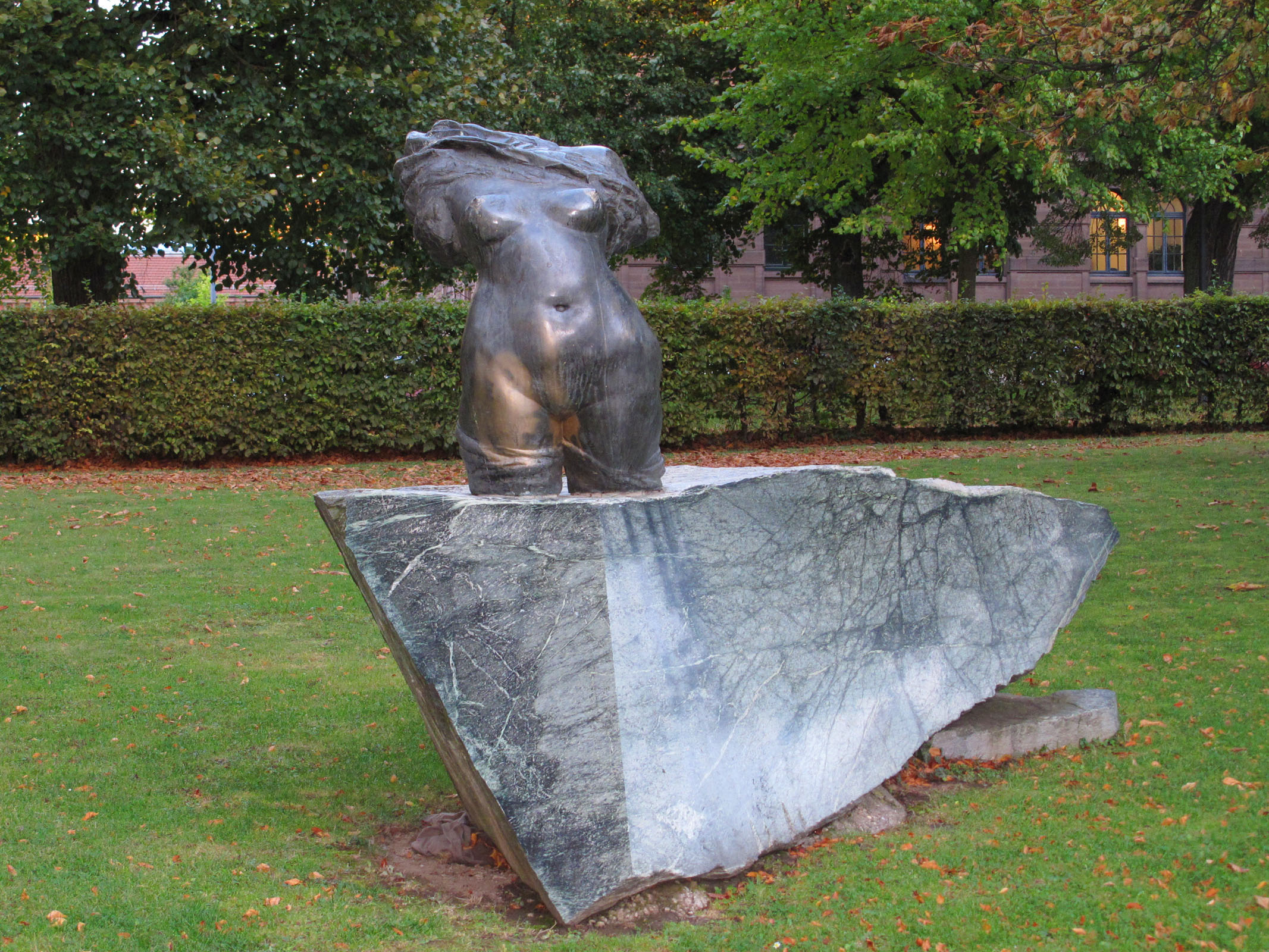
Weiblicher Torso (1973, Ludwigsburg